# MUG (須田景凪の曲)
MUG（まぐ）は、須田景凪の楽曲。デジタル配信限定シングルとしてunBORDE（ワーナーミュージック・ジャパン）より2020年4月24日に各音楽配信サービスにてリリースされた。

## 背景
2019年12月17日、フジテレビ系で放送されたテレビドラマ「アライブ がん専門医のカルテ」主題歌「はるどなり」を完成させた直後、突発的に製作された楽曲。当初はこの楽曲を配信する予定はなかった。
この曲の配信日である2020年4月24日に、本来はライブ「須田景凪 TOUR 2020 はるどなり」の札幌公演を行う予定であったが、新型コロナウイルスの影響を受けライブが中止となったため、急遽この日に配信リリースされた。
ミュージックビデオは、配信開始日と同日に公開され、ジャケット共に、イラストレーターの大谷たらふが手がけた。

## 収録曲と規格
| #         | タイトル  | 作詞・作曲 | 編曲      | 時間 |
| --------- | --------- | ---------- | --------- | ---- |
| 1.        | 「MUG」   | 須田景凪   | 須田景凪  | 3:03 |
| 合計時間: | 合計時間: | 合計時間:  | 合計時間: | 3:03 |